# Alegia
Alegia is een gemeente in de Spaanse provincie Gipuzkoa in de regio Baskenland met een oppervlakte van 8 km². Alegia telt 1.730 inwoners (1 januari 2016).